# Patriarchální exarchát jordánský
Patriarchální exarchát jordánský je exarchát bezprostředně podřízený katolickému patriarchovi maronitské církve, který má jurisdikci nad maronitskými křesťany v Jordánsku. Jeho exarcha je in persona episcopi zároveň archieparchou Haify a Svaté země a exarcha jeruzalémský a palestinský.

## Historie
V roce 1996 byl z území archieparchie Haify a Svaté země vyčleněn zvláštní patriarchální exarchát.

## Seznam exarchů
- Paul Nabil El-Sayah (1996–2011)
- Moussa El-Hage, OAM, (od 16. června 2012)